# Transcendental Youth
Transcendental Youth – czternasty album studyjny amerykańskiej grupy indierockowej The Mountain Goats. Został wydany 2 października 2012 roku przez Merge Records w USA i 8 października przez wytwórnie Tomlab (Europa), Remote Control (Australia i Nowa Zelandia) i Moorworks (Japonia). Jest to album koncepcyjny, luźno oparty na temacie grupy ludzi mieszkających w stanie Waszyngton oraz roli osób wykluczonych, biednych chorych psychicznie w normalnym społeczeństwie, a także tematy związane z duchowością. Album otrzymał pozytywne oceny od krytyków muzycznych i osiągnął średnią ocen 81/100 na portalu Metacritic.
Część piosenek z albumu była wcześniej wykonywana na żywo z towarzyszeniem grupy a capella Anonymous 4 oraz aranżacji instrumentów strunowych, stworzonych przez współpracownika grupy, Owena Palletta. Ostatecznie żaden z tych wykonawców nie uczestniczył w nagraniach do płyty. Transcendental Youth to pierwsza płyta grupy, na której ważną rolę odgrywa sekcja dęta, wykonana i zaaranżowana przez Matthew E. White'a, który supportował grupę w trasie koncertowej grupy z 2012 roku.
Pierwsze 1000 wcześniej zamówionych albumów dostarczono razem z kasetą, na której były utwory "Steal Smoked Fish" (strona A) and "In the Shadow of the Western Hills" (strona B), które ostatecznie nie weszły na album.

## Lista utworów
Wszystkie utwory skomponował John Darnielle.
| 1.  | Amy AKA Spent Gladiator 1      | 2:27  |
|     |                                |       |
| 2.  | Lakeside View Apartments Suite | 3:58  |
|     |                                |       |
| 3.  | Cry for Judas                  | 3:13  |
|     |                                |       |
| 4.  | Harlem Roulette                | 3:23  |
|     |                                |       |
| 5.  | White Cedar                    | 3:05  |
|     |                                |       |
| 6.  | Until I Am a Whole             | 2:49  |
|     |                                |       |
| 7.  | Night Light                    | 3:59  |
|     |                                |       |
| 8.  | The Diaz Brothers              | 2:46  |
|     |                                |       |
| 9.  | Counterfeit Florida Plates     | 2:23  |
|     |                                |       |
| 10. | In Memory of Satan             | 4:01  |
|     |                                |       |
| 11. | Spent Gladiator 2              | 2:52  |
|     |                                |       |
| 12. | Transcendental Youth           | 4:10  |
|     |                                |       |
|     |                                | 39:06 |
|     |                                |       |
- John Darnielle – wokal, gitara, instrumenty klawiszowe, teksty, kompozytor
- Peter Hughes – gitara basowa, wokal wspierający
- Jon Wurster - perkusja, bębny
- Matthew E. White – aranżacje instrumentów dętych
- Bob Miller – trąbka
- Bryan Hooten – puzon
- Reggie Chapman – puzon basowy
- John Licley – saksofon tenorowy, klarnet
- Jason Scott – saksofon tenorowy, klarnet, flet
- Phil Cook – fortepian na "The Diaz Brothers"

Produkcja
- Scott Solter – miksowanie, elektronika
- Brent Lambert – mastering, wokal w "Transcendental Youth"